# یانوف (ناحیه دیتشین)
یانوف (به چکی: Janov) یک منطقهٔ مسکونی در جمهوری چک است که در ناحیه دیتشین واقع شده‌است. یانوف ۴٫۶۵ کیلومتر مربع مساحت و ۲۶۳ نفر جمعیت دارد.